# Graupengang

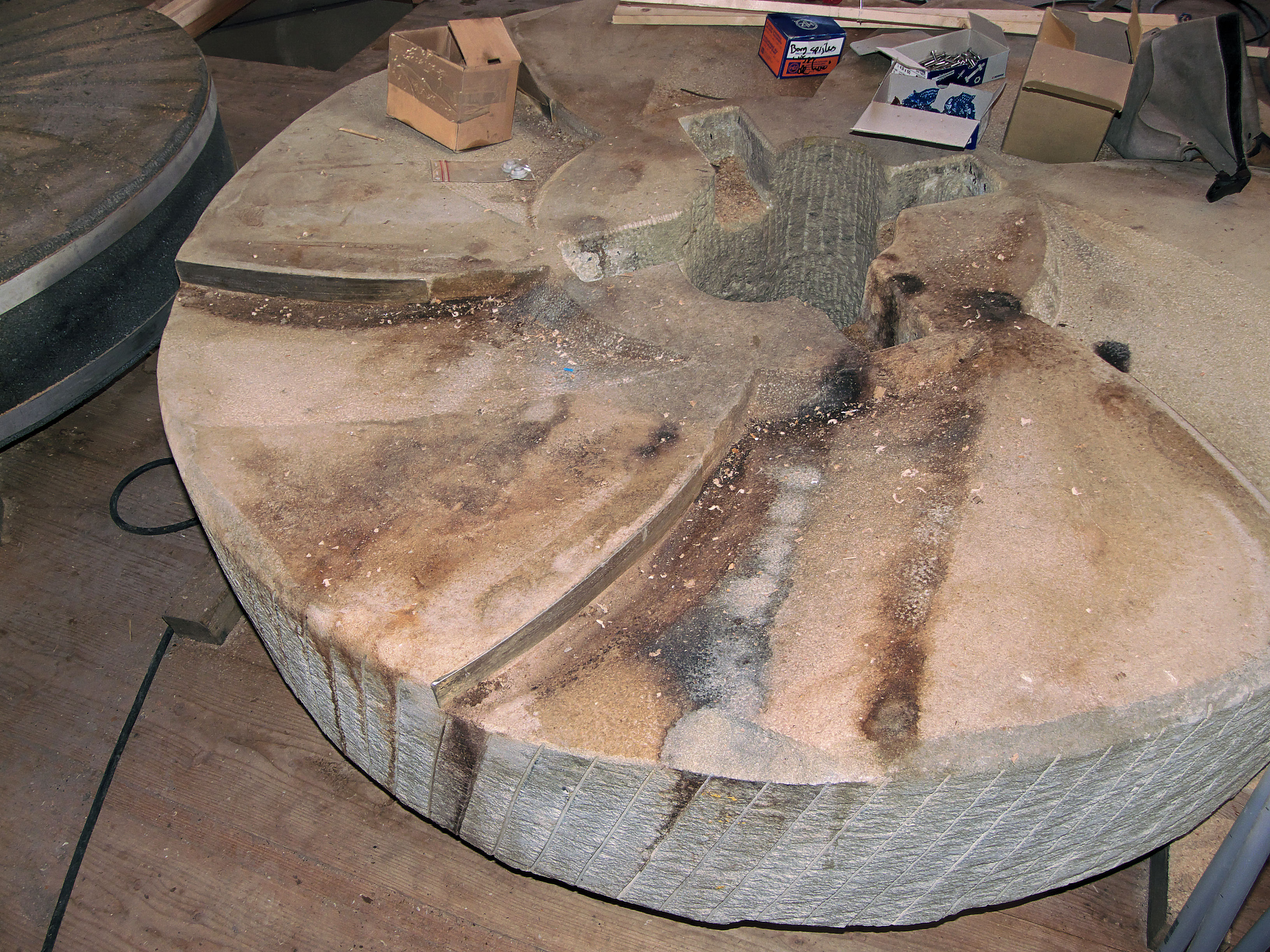
Peldestein einer historischen Windmühle

Der Graupengang in einer Mühle bezeichnet einen speziellen Stein in einer Schälmühle, welcher nach dem Schälgang, bei dem die Gerste geschält wird, die abgeschälten Gerstenkörner zu Graupen verarbeitet. Die Windmühlen und Wassermühlen hatten meist mehrere Mahlgänge und einen Graupengang. Der Graupengang besteht aus einem einzigen Stein und ist an seinem Umfang mit einem gelochten Riffelblech eingefasst. Carl Friedrich Schlegel beschrieb regelrecht „Graupenmühlen“.